# Seznam medailistů na Zimních olympijských hrách 2006
Toto je seznam medailistů na Zimních olympijských hrách 2006.

## Akrobatické lyžování
| Sport   | Zlato            | Stříbro            | Bronz            |
| ------- | ---------------- | ------------------ | ---------------- |
| Boule M | Dale Begg-Smith  | Mikko Ronkainen    | Toby Dawson      |
| Skoky M | Chan Siao-pcheng | Dmitrij Daščinskij | Vladimir Lebeděv |
| Boule Ž | Jennifer Heilová | Kari Traaová       | Sandra Laouraová |
| Skoky Ž | Evelyne Leuová   | Li Nina            | Alisa Camplinová |

## Alpské lyžování
| Sport         | Zlato                   | Stříbro             | Bronz                    |
| ------------- | ----------------------- | ------------------- | ------------------------ |
| Sjezd M       | Antoine Dénériaz        | Michael Walchhofer  | Bruno Kernen             |
| Kombinace M   | Ted Ligety              | Ivica Kostelić      | Rainer Schönfelder       |
| Super G M     | Kjetil André Aamodt     | Hermann Maier       | Ambrosi Hoffmann         |
| Obří slalom M | Benjamin Raich          | Joël Chenal         | Hermann Maier            |
| Slalom M      | Benjamin Raich          | Reinfried Herbst    | Rainer Schönfelder       |
| Sjezd Ž       | Michaela Dorfmeisterová | Martina Schildová   | Anja Pärsonová           |
| Kombinace Ž   | Janica Kostelićová      | Marlies Schildová   | Anja Pärsonová           |
| Super G Ž     | Michaela Dorfmeisterová | Janica Kostelićová  | Alexandra Meissnitzerová |
| Obří slalom Ž | Julia Mancusová         | Tanja Poutiainenová | Anna Ottossonová         |
| Slalom Ž      | Anja Pärsonová          | Nicole Hospová      | Marlies Schildová        |

## Běh na lyžích
| Sport             | Zlato                                                                                            | Stříbro                                                                          | Bronz                                                                                 |
| ----------------- | ------------------------------------------------------------------------------------------------ | -------------------------------------------------------------------------------- | ------------------------------------------------------------------------------------- |
| 30 km M           | Jevgenij Dementěv                                                                                | Frode Estil                                                                      | Pietro Piller Cottrer                                                                 |
| Sprint družstva M | Švédsko Tobias Frederiksson Bjørn Lind                                                           | Norsko Arne Jens Svartdal Tore Arne Hetland                                      | Rusko Ivan Alypov Vassilij Rotšev                                                     |
| 15 km klasicky M  | Andrus Veerpalu                                                                                  | Lukáš Bauer                                                                      | Tobias Angerer                                                                        |
| Sprint M          | Bjørn Lind                                                                                       | Roddy Darragon                                                                   | Tobias Frederiksson                                                                   |
| 50 km volně M     | Giorgio di Centa                                                                                 | Jevgenij Dementěv                                                                | Michail Botwinov                                                                      |
| 4x10 km M štafeta | Itálie Fulvio Valbusa Giorgio di Centa Pietro Piller Cottrer Cristian Zorzi                      | Německo Andreas Schluetter Jens Filbrich Rene Sommerfeldt Tobias Angerer         | Švédsko Mats Larsson Johan Olsson Anders Soedergren Mathias Fredriksson               |
| 15 km Ž           | Kristina Šmigunová                                                                               | Kateřina Neumannová                                                              | Jevgenija Medveděvová-Abruzovová                                                      |
| Sprint družstva Ž | Švédsko Anna Dahlbergová Lina Anderssonová                                                       | Kanada Sara Rennerová Beckie Scottová                                            | Finsko Aino Kaisa Saarinenová Virpi Kuitunenová                                       |
| 10 km klasicky Ž  | Kristina Šmigunová                                                                               | Marit Björgenová                                                                 | Hilde Pedersenová                                                                     |
| Sprint Ž          | Chandra Crawfordová                                                                              | Claudia Kunzelová                                                                | Alena Sidková                                                                         |
| 30 km volně Ž     | Kateřina Neumannová                                                                              | Julia Čepalovová                                                                 | Justyna Kowalczyková                                                                  |
| 4x5 km Ž štafeta  | Rusko Natalia Baranová Masolkinová Larisa Kurkinová Julia Čepalová Jevgenia Medvedevová Abruzová | Německo Stefanie Bohlerová Viola Bauerová Evi Sachenbacherová Claudia Kuenzelová | Itálie Arianna Follisová Gabriella Paruzziová Antonella Confortolová Sabina Valbusová |

## Biatlon
| Sport                    | Zlato                                                                        | Stříbro                                                                   | Bronz                                                                                         |
| ------------------------ | ---------------------------------------------------------------------------- | ------------------------------------------------------------------------- | --------------------------------------------------------------------------------------------- |
| 20 km M                  | Michael Greis                                                                | Ole Einar Bjørndalen                                                      | Halvard Hanevold                                                                              |
| 10 km M sprint           | Sven Fischer                                                                 | Halvard Hanevold                                                          | Frode Andresen                                                                                |
| 12,5 km M stíhací závod  | Vincent Defrasne                                                             | Ole Einar Bjørndalen                                                      | Sven Fischer                                                                                  |
| 4x7,5 km M štafeta       | Německo Ricco Groß Michael Rösch Sven Fischer Michael Greis                  | Rusko Ivan Čerezov Sergej Čepikov Pavel Rostovcev Nikolaj Kruglov         | Francie Julien Robert Vincent Defrasne Ferréol Cannard Raphaël Poirée                         |
| 15 km M hromadný start   | Michael Greis                                                                | Thomasz Sikora                                                            | Ole Einar Bjørndalen                                                                          |
| 15 km Ž                  | Světlana Išmuratovová                                                        | Martina Glagowová                                                         | Albina Achatovová                                                                             |
| 7,5 km Ž sprint          | Florence Baverelová-Robertová                                                | Anna Carin Olofssonová                                                    | Lilia Jefremovová                                                                             |
| 10 km Ž stíhací závod    | Kati Wilhelmová                                                              | Martina Glagowová                                                         | Albina Achatovová                                                                             |
| 4x6 km Ž štafeta         | Rusko Anna Bogaliyová Světlana Išmuratovová Olga Zajcevová Albina Achatovová | Německo Martina Glagowová Andrea Henkelová Katrin Apelová Kati Wilhelmová | Francie Delphyne Perettová Florence Baverelová-Robertová Sylvie Becaertová Sandrine Baillyová |
| 12,5 km Ž hromadný start | Anna Carin Olofssonová                                                       | Kati Wilhelmová                                                           | Uschi Dislová                                                                                 |

## Boby
| Sport     | Zlato                                           | Stříbro                                                            | Bronz                                                 |
| --------- | ----------------------------------------------- | ------------------------------------------------------------------ | ----------------------------------------------------- |
| Dvojbob M | Andre Lange Kevin Kuske                         | Pierre Lueders Lascelles Oneil Brown                               | Martin Annen Beat Hefti                               |
| Čtyřbob M | Andre Lange Rene Hoppe Kevin Kuske Martin Putze | Alexandre Zoubkov Filipp Jegorov Alexej Seliverstov Alexej Voevoda | Martin Annen Thomas Lamparter Beat Hefti Cedric Grand |
| Dvojbob Ž | Sandra Kiriasisová Anja Schneiderheinzeová      | Shauna Rohbocková Valerie Flemingová                               | Gerda Weissensteinerová Jennifer Isaccová             |

## Curling
| Sport       | Zlato   | Stříbro   | Bronz  |
| ----------- | ------- | --------- | ------ |
| Turnaj mužů | Kanada  | Finsko    | USA    |
| Turnaj žen  | Švédsko | Švýcarsko | Kanada |

## Krasobruslení
| Sport             | Zlato                              | Stříbro                          | Bronz                            |
| ----------------- | ---------------------------------- | -------------------------------- | -------------------------------- |
| Sportovní dvojice | Taťjana Totmjaninová Maxim Marinin | Čang Tan Čang Chao               | Šen Süe Čao Chung-po             |
| Muži              | Jevgenij Pljuščenko                | Stéphane Lambiel                 | Jeffrey Buttle                   |
| Ženy              | Šizuka Arakawová                   | Sasha Cohenová                   | Irina Slucká                     |
| Taneční páry      | Taťjana Navková Roman Kostomarov   | Tanith Belbinová Benjamin Agosto | Jelena Grušinová Ruslan Gončarov |

## Lední hokej
| Sport       | Zlato   | Stříbro | Bronz |
| ----------- | ------- | ------- | ----- |
| Turnaj mužů | Švédsko | Finsko  | Česko |
| Turnaj žen  | Kanada  | Švédsko | USA   |

## Rychlobruslení
| Sport      | Zlato | Stříbro                                                                                           | Bronz |
| ---------- | --- | ------------------------------------------------------------------------------------------------- | --- |
| 500 m M    | Joey Cheek | Dmitrij Dorofejev                                                                                 | I Kang-Sok                                                                                                  |
| 1000 m M   | Shani Davis | Joey Cheek                                                                                        | Erben Wennemars                                                                                             |
| 1500 m M   | Enrico Fabris                                                                                                  | Shani Davis                                                                                       | Chad Hedrick                                                                                                |
| 5000 m M   | Chad Hedrick                                                                                                   | Sven Kramer                                                                                       | Enrico Fabris                                                                                               |
| 10 000 m M | Bob de Jong | Chad Hedrick                                                                                      | Carl Verheijen                                                                                              |
| Družstva M | Itálie Matteo Anesi Stefano Donagrandi Enrico Fabris Ippolito Sanfratello                                      | Kanada Arne Dankers Steven Elm Denny Morrison Jason Parker Justin Warsylewicz                     | Nizozemsko Sven Kramer Rintje Ritsma Mark Tuitert Erben Wennemars Carl Verheijen                            |
| 500 m Ž    | Světlana Žurovová                                                                                              | Wang Man-li                                                                                       | Žen Chuej                                                                                                   |
| 1000 m Ž   | Marianne Timmerová                                                                                             | Cindy Klassenová                                                                                  | Anni Friesingerová                                                                                          |
| 1500 m Ž   | Cindy Klassenová                                                                                               | Kristina Grovesová                                                                                | Ireen Wüstová                                                                                               |
| 3000 m Ž   | Ireen Wüstová                                                                                                  | Renate Groenewoldová                                                                              | Cindy Klassenová                                                                                            |
| 5000 m Ž   | Clara Hughesová                                                                                                | Claudia Pechsteinová                                                                              | Cindy Klassenová                                                                                            |
| Družstva Ž | Německo Daniela Anschützová-Thomsová Anni Friesingerová Lucille Opitzová Claudia Pechsteinová Sabine Völkerová | Kanada Kristina Grovesová Clara Hughesová Cindy Klassenová Christine Nesbittová Shannon Rempelová | Rusko Jekatěrina Abramovová Varvara Baryševová Galina Lichačovová Jekatěrina Lobyševová Světlana Vysokovová |

## Saně
| Sport         | Zlato                          | Stříbro                           | Bronz                                     |
| ------------- | ------------------------------ | --------------------------------- | ----------------------------------------- |
| Jednotlivci M | Armin Zöggeler                 | Albert Demtščenko                 | Martins Rubenis                           |
| Dvojice M     | Andreas Linger Wolfgang Linger | Andre Florschütz Torsten Wustlich | Gerhard Plankensteiner Oswald Haselrieder |
| Jednotlivci Ž | Sylke Ottová                   | Silke Kraushaarová                | Tatjana Hüfnerová                         |

## Severská kombinace
| Sport       | Zlato                                                        | Stříbro                                                    | Bronz                                                      |
| ----------- | ------------------------------------------------------------ | ---------------------------------------------------------- | ---------------------------------------------------------- |
| K95/15 km   | Georg Hettich                                                | Felix Gottwald                                             | Magnus Hovdal Moan                                         |
| K95/4x5 km  | Michael Gruber Christoph Bieler Felix Gottwald Mario Stecher | Bjørn Kircheisen Georg Hettich Ronny Ackermann Jens Gaiser | Antti Kuisma Anssi Koivuranta Jaakko Tallus Hannu Manninen |
| K120/7,5 km | Felix Gottwald                                               | Magnus Hovdal Moan                                         | Georg Hettich                                              |

## Short track
| Sport     | Zlato           | Stříbro                 | Bronz                       |
| --------- | --------------- | ----------------------- | --------------------------- |
| 500 m M   | Apol Anton Ohno | Francois Louis Tremblay | An Hjon-so                  |
| 1000 m M  | An Hjon-so      | I Ho-sok                | Apol Anton Ohno             |
| 1500 m M  | An Hjon-so      | I Ho-sok                | Li Ťia-ťün                  |
| Štafeta M | Jižní Korea     | Kanada                  | USA                         |
| 500 m Ž   | Wang Meng       | Jevgenia Radanová       | Anouk LeBlancová-Boucherová |
| 1000 m Ž  | Sun Yu Jin      | Wang Meng               | Yang Yang                   |
| 1500 m Ž  | Sun Yu Jin      | Eun Kyung Choi          | Wang Meng                   |
| Štafeta Ž | USA             | Francie                 | Německo                     |

## Skeleton
| Sport | Zlato            | Stříbro           | Bronz           |
| ----- | ---------------- | ----------------- | --------------- |
| Muži  | Duff Gibson      | Jeff Pain         | Georg Stähli    |
| Ženy  | Maya Pedersenová | Shelley Rudmanová | Diana Sartorová |

## Skoky na lyžích
| Sport           | Zlato              | Stříbro         | Bronz          |
| --------------- | ------------------ | --------------- | -------------- |
| HS 106          | Lars Bystøl        | Matti Hautamäki | Roar Ljøkelsøy |
| HS 140          | Thomas Morgenstern | Andreas Kofler  | Lars Bystøl    |
| Družstva HS 140 | Rakousko           | Finsko          | Norsko         |

## Snowboarding
| Sport                   | Zlato            | Stříbro               | Bronz                |
| ----------------------- | ---------------- | --------------------- | -------------------- |
| U rampa M               | Shaun White      | Daniel Kass           | Markku Koski         |
| Cross M                 | Seth Wescott     | Radoslav Židek        | Paul-Henri Delerue   |
| Paralelní obří slalom M | Phillipp Schoch  | Simon Schoch          | Siegfried Grabner    |
| U rampa Ž               | Hannah Teterová  | Gretchen Bleilerová   | Kjersti Buaasová     |
| Cross Ž                 | Tanja Friedenová | Lindsey Jacobellisová | Dominique Maltaisová |
| Paralelní obří slalom Ž | Daniela Meuliová | Amelie Koberová       | Rosey Fletcherová    |